# Natasha Richardsonová
Natasha Jane Richardsonová, nepřechýleně Richardson (11. května 1963 Londýn – 18. března 2009 New York), byla anglická herečka, členka rodiny Redgraveových. Byla dcerou herečky Vanessy Redgraveové a režiséra/producenta Tonyho Richardsona a vnučkou Michaela Redgravea a Rachel Kempsonové. Její sestra Joely Richardsonová je také herečka, jež hrála např. v seriálu Plastická chirurgie s. r. o..
Vyrostla v Londýně. Její první manželství s Robertem Foxem a skončilo rozvodem v roce 1992. V roce 1994 se provdala za irského herce Liama Neesona, s kterým dvakrát účinkovala v Anna Christie. Manželský pár měl dva syny, Micheála a Daniela.

## Film
V roce 1986 hrála Mary Shelleyovou ve filmu Gothic. Následující rok hrála s herci Kennethem Branaghem a Colinem Firthem v Měsíci na venkově, režírovaném Patem O'Connorem.
Režisér Paul Schrader ji obsadil do titulní role ve filmu Patty Hearst, do jeho dokumentárního drama z roku 1988 o dědičce a jejím údajném únosu. Dále hrála spolu s Robertem Duvallem a Faye Dunawayovou ve filmu Příběh služebnice. V roce 1990, kdy hrála po boku Christophera Walkena, Ruperta Everetta, a Helen Mirrenové ve filmu Podivná pohostinnost (režírované Paulem Schraderem) vyhrála Evening Standard Britské Filmové Ceny pro nejlepší herečku. Také vyhrála cenu nejlepší herečky v roce 1994 na Mezinárodním filmovém festivalu Karlovy Vary za film Vdovy z Widows' Peak, a ten samý rok ve filmu Nell s Jodie Fosterovou a s jejím budoucím manželem Liamem Neesonem. Další její filmy jsou Past na rodiče (1998), Dohola? (2001), Chelsea Walls (2001), Probuzení v Renu (2002), Krásná pokojská (2002), Ústav (2005),
další cenu Evening Standard za nejlepší herečku vyhrála za film, Bílá hraběnka (2005), and Evening (2007). Její poslední filmová role byla ve filmu z roku 2008 Divoška.

## Zranění a smrt
Dne 16. března 2009 utrpěla zranění hlavy, když spadla při lekci lyžování v Mont Tremblant Resortu v Québecu v Kanadě. Po pádu vypadalo vše v pořádku, když se cítila dobře. Záchranáři a ambulance shledali, že není proč se znepokojovat a nechali ji ve středisku. Odmítla lékařské ošetření a vrátila se na hotelový pokoj. Po třech hodinách byla převezena do místní nemocnice poté, co měla bolesti hlavy. Poté byla převezena sanitkou do Hospital du Sacré-Cœur de Montreal v kritickém stavu, po 7 hodinách od pádu byla letecky převezena do Lenox Hill Hospital v New Yorku, kde zemřela 18. března.
Po pitvě provedené v New York City Medical Examiners Office dne 19. března byla stanovena příčina "epidurální hematom kvůli zranění mozku", a její smrt byla stanovena jako nehoda.